# Carneval
Carneval, skönlitterär romantisk bokserie (Libris 244639) utgiven av Wennerbergs förlag.
| Volym | Titel                    | Författare        | Utgivningsår |
| ----- | ------------------------ | ----------------- | ------------ |
| 1     | Möte i Alexandria        | Suzanne Roberts   | 1981         |
| 2     | Kärlekens ljuva illusion | Suzanne Roberts   | 1981         |
| 3     | Ett hus av hat           | Florence Faulkner | 1981         |
| 4     | Drömmar, drömmar ...     | Kay Richardson    | 1981         |
| 5     | Älskade fiende           | Jacqueline Hacsi  | 1981         |
| 6     | Våga älska               | Candice Arkham    | 1981         |
| 7     | I regnbågslandet         | Jo Calloway       | 1981         |
| 8     | Kärlekens morgon         | Iris Weigh        | 1981         |
| 9     | Karriär och drömmar      | Elizabeth McCrae  | 1982         |
| 10    | Sommar i Calabrien       | Marjorie McEvoy   | 1982         |
| 11    | Kärlek utan återvändo    | Jean Hager        | 1982         |
| 12    | Kärlek på låtsas         | Alice Livingston  | 1982         |
| 13    | Det kommer en tid        | Diana Palmer      | 1982         |
| 14    | Hjärtats val             | Heather Shaw      | 1982         |